# Die drei unglücklich Liebenden
Die drei unglücklich Liebenden ist eine Liebesgeschichte aus den Geschichten aus Tausendundeiner Nacht. In der Arabian Nights Encyclopedia wird sie als ANE 143 gelistet. In der Erzählung geht es um die Folgen unerfüllter Liebe.

## Handlung
Al-Utbi erzählte, dass er eines Tages mit Männern aus vornehmer Gesellschaft zusammensaß und sie über Geschichten aus den Leben von Menschen redeten. Irgendwann kamen sie auf die Geschichte von Liebenden zu sprechen. Ein alter Mann erzählte die folgende Geschichte:

Der Mann hatte eine Tochter, die einen Jüngling liebte, doch dieser liebte nicht sie, sondern eine Sängerin und diese Sängerin wiederum liebte nicht ihn, sondern die Tochter des alten Mannes. Eines Tages waren der alte Mann, der junge Mann und die Sängerin zugegen und die Sängerin hob die folgenden Verse an: 
"Wie die Liebe die Menschen erniedrigen kann, das zeigen die Tränen der Liebenden an. Doch wird von bittersten Qualen geplagt, wer niemanden findet, dem er sie klagt."
Da rief der junge Mann aus, dass er sterben wolle und als die Sängerin sagte, er solle dies tun, wenn er ein echter Liebender sei. Da legte der Jüngling sich auf ein Kissen, schloss die Augen und starb tatsächlich. Getrübt ging der alte Mann nach Hause und er erzählte, was geschehen war, kurz darauf fand er seine Tochter ebenfalls für immer eingeschlafen auf einem Kissen ruhend vor. Da wurde ihre Leiche aufgebahrt und zum Friedhof getragen, wo auch der Leichenzug des Jünglings eintraf. Doch dort fand sich noch ein dritter Leichenzug - es war die Leiche der Sängerin. Sie war auf die gleiche Weise gestorben, als ihr berichtet wurde, dass die Tochter gestorben sei. So wurden alle drei unglücklich Liebenden am selben Tag begraben.

## Hintergrund
Die Geschichte findet sich in den Tausendundeine Nacht-Editionen Bulaq I, der Breslauer Ausgabe und Kalkutta II. Auf Letztere griffen für ihre Übersetzungen Richard Francis Burton und Enno Littmann zurück.
Der Erzähler al-Utbi war ein Poet, der im 9. Jahrhundert lebte.

## Ausgaben
- Richard Francis Burton: Arabian Nights, Burton Club, 1900 (Erstausgabe 1885–1888), Band 5, S. 133f.
- Enno Littmann: Die Erzählungen aus den tausendundein Nächten, Insel Verlag, Frankfurt 1968 (Erstausgabe 1922–1928), Band 3, S. 566f.